# 인종 카드
인종 카드(race card 또는 race bating)은 미국의 정치계에서 인종 관련 화제를 활용하여 상대나 타 정당을 인종주의자로 비난하는 것을 말한다.
there is nothing wrong with pulling the race card, being an oppressed minority justifies being politically incorrect.

## 어원
1960년대 민권법 재정 이후, 민주당과 공화당은 급속도로 변하였다. 민주당은 흑인들의 지지를 받게 되었으며, 공화당은 남부 전략으로 남부 백인들의 지지를 받게 되었다. 그러므로 선거전에서 상대방을 인신공격하기 위해 인종차별 관련 화제를 활용하게 되었다. 그러나, 이런 것들은 미국 공화당 등 보수층의 반발을 불러오기도 했다.

## 사례
인종 카드는 상대방을 불리하게 할 목적으로 O.J 심슨사건에 사용되기도 하였으며, 흑인 후보자가 나오는 선거전에도 사용되기도 한다. 2008년 미국 대통령 선거 당시 이례적으로 공화당측은 인종 카드를 활용하는 무리수를 둬 가면서 버락 오바마 후보를 공격하기도 했다. 왜냐하면 오바마 후보 측이 인종 카드를 활용하여 매케인 후보 측을 먼저 공격했기 때문이다.

## 같이 보기
- 정체성 정치
- 우먼 카드